# ويليام كينيدي
ويليام كينيدي (بالإنجليزية: William Kennedy)من مواليد (1 يناير عام 1841م) هو محامي، وسياسي، من الولايات المتحدة الأمريكية، هو عضوٌ في الحزب الديمقراطي الأمريكي.

## مناصب
تولى منصب عضو مجلس ولاية ويسكونسن.